# Tripogon loliiformis
Tripogon loliiformis är en gräsart som först beskrevs av Ferdinand von Mueller, och fick sitt nu gällande namn av Charles Edward Hubbard. Tripogon loliiformis ingår i släktet Tripogon och familjen gräs. Inga underarter finns listade i Catalogue of Life.